# Проспект Ленина (Великие Луки)
Проспект Ленина — центральный проспект в городе Великие Луки. Является частью федеральной автомобильной дороги А122. Назван в честь советского политического и государственного деятеля Владимира Ильича Ленина. Начинается от улицы Горицкой, идет на юго-восток до площади Калинина, поворачивает на восток и заканчивается в районе автовокзала. На пересечении проспекта Ленина и Октябрьского проспекта расположена площадь Рокоссовского.

## История

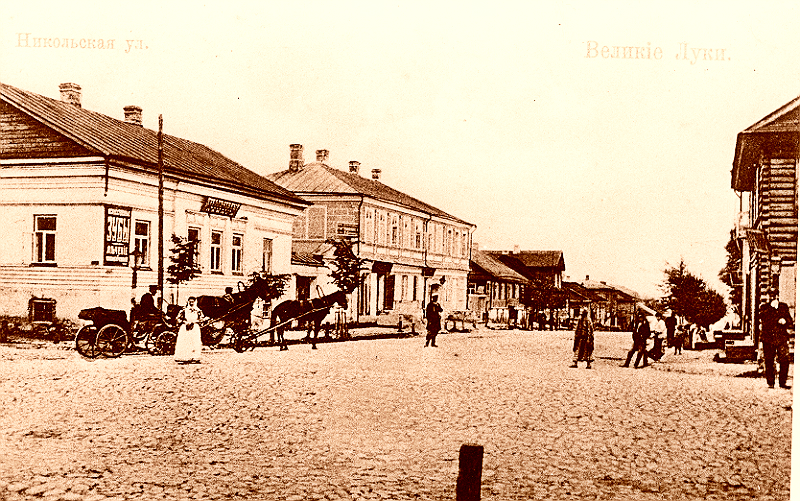
Никольская улица. Начало XX века

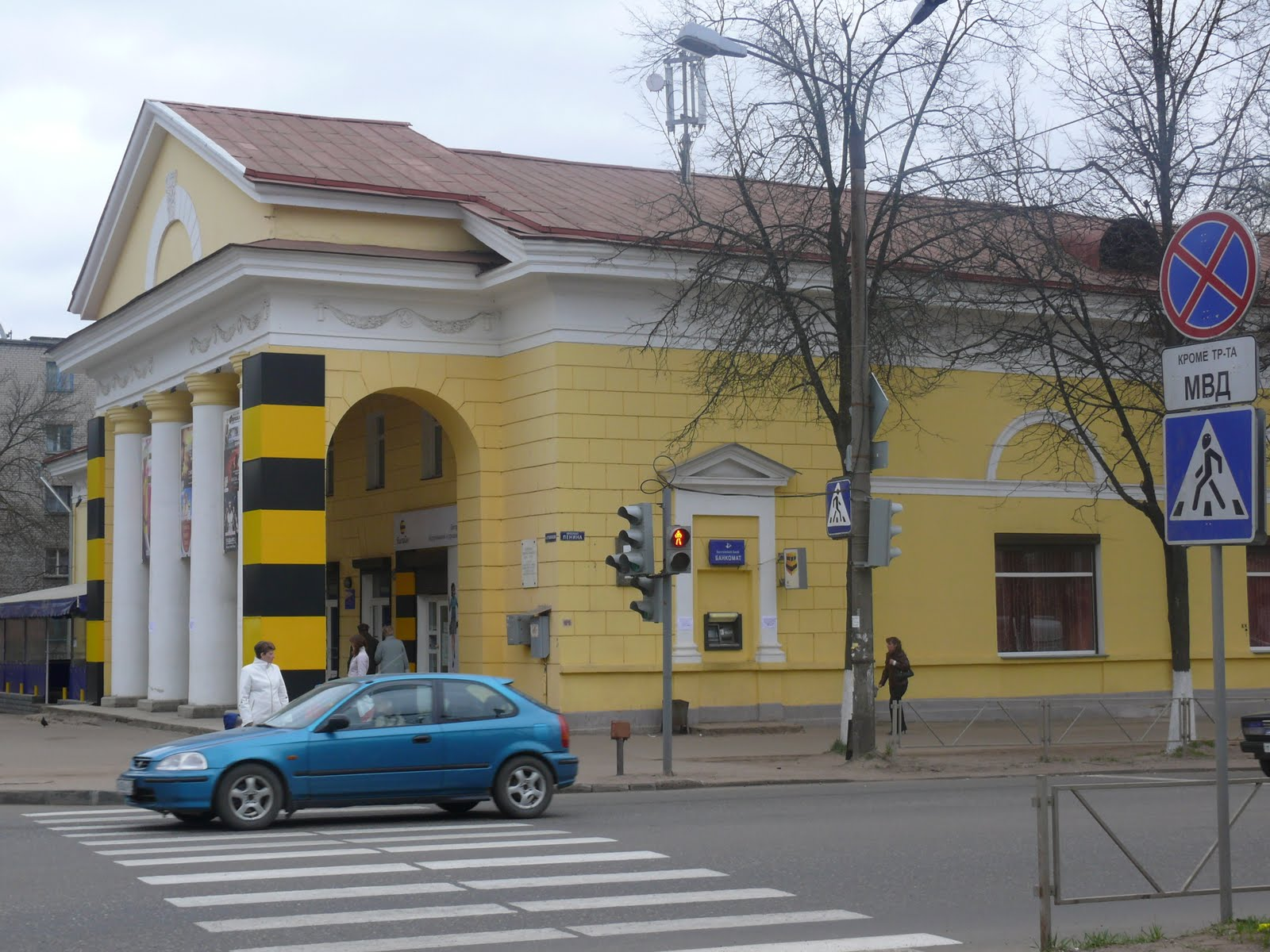
Кинотеатр «Родина»

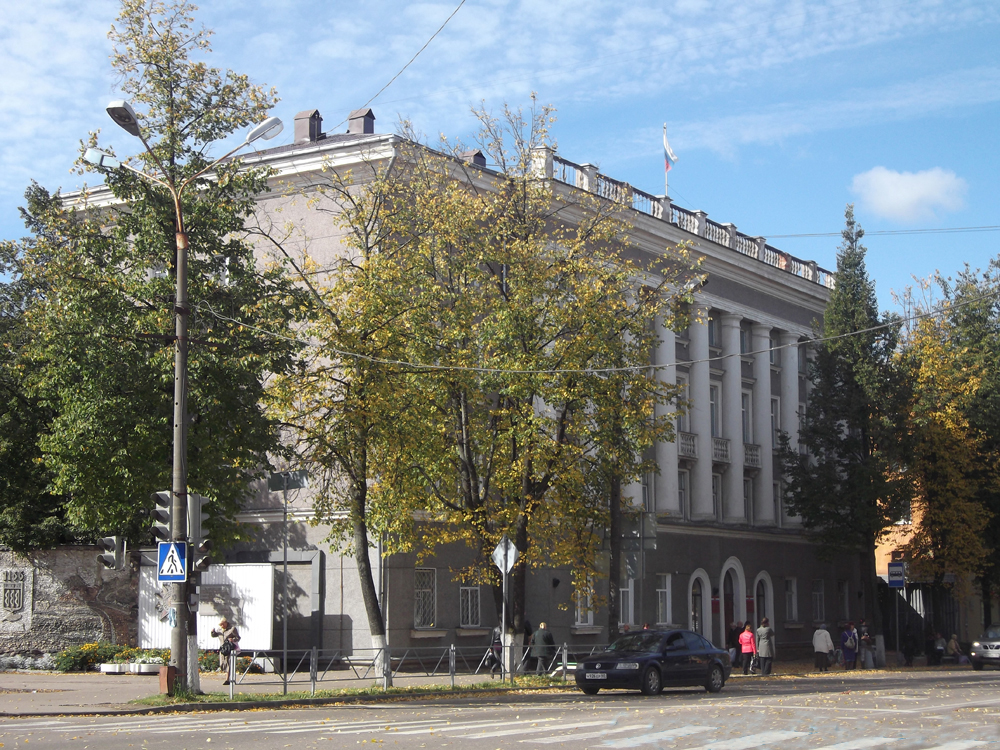
Дом Союзов

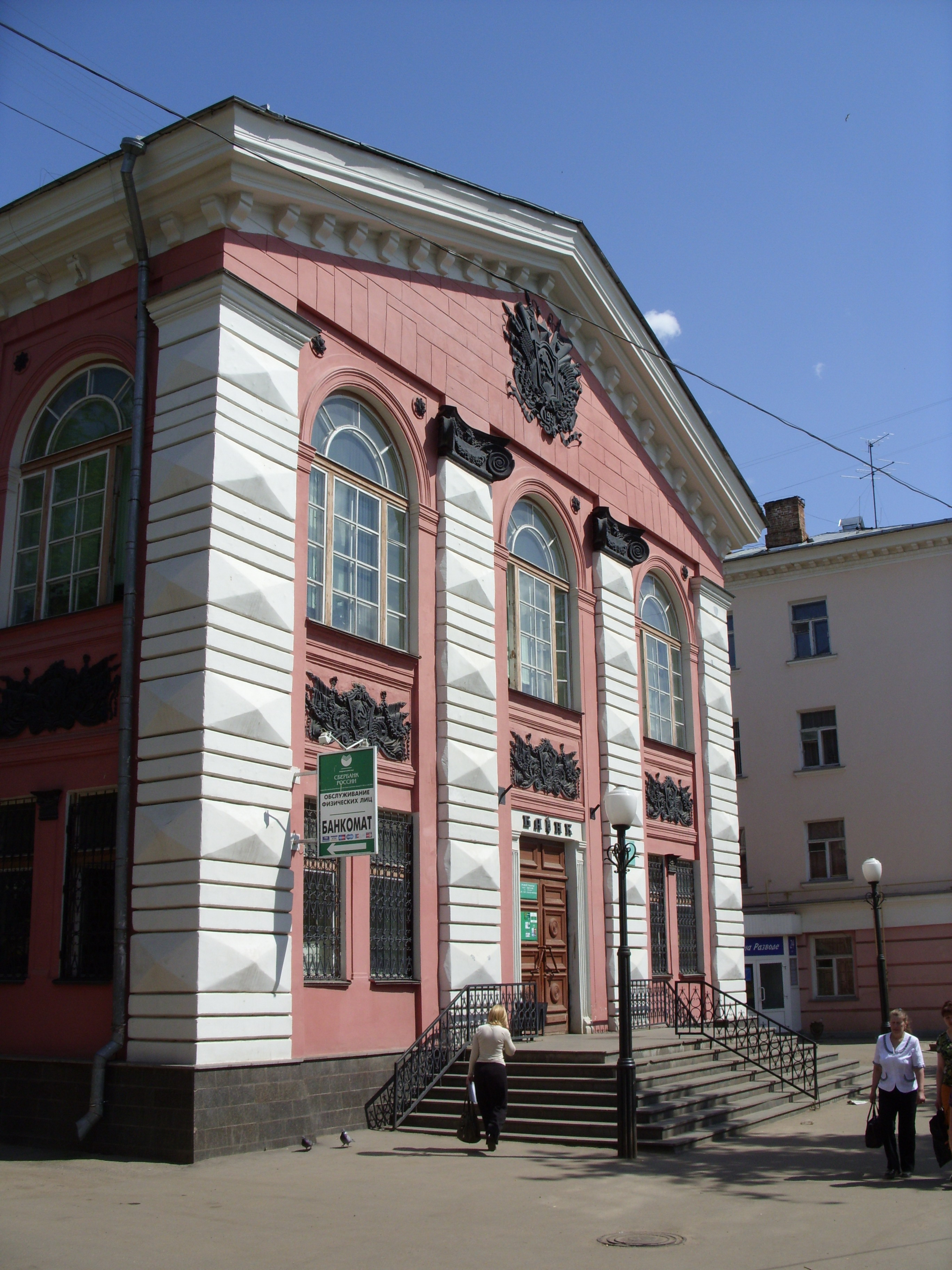
Банк

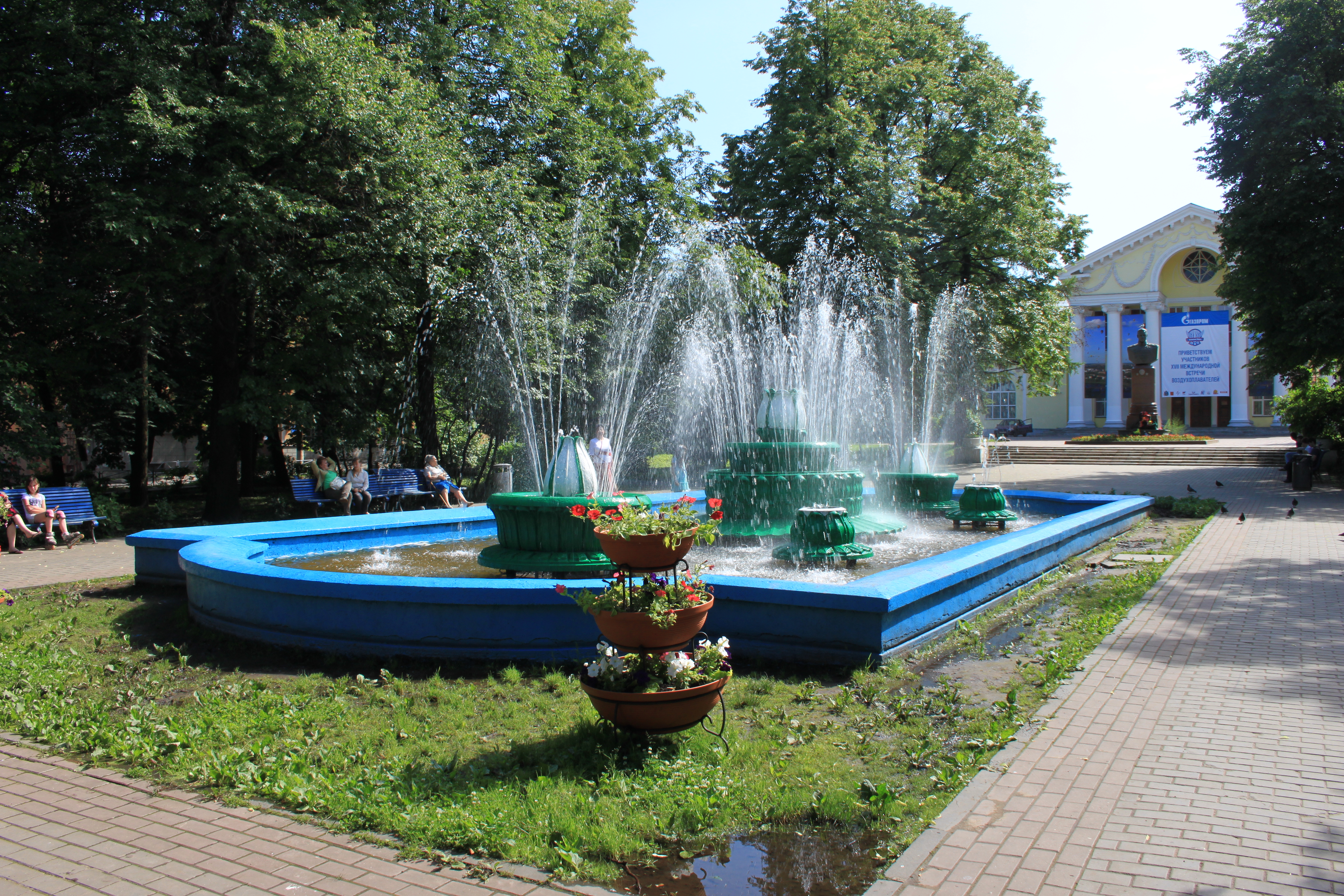
Фонтан «Каменный цветок»

### Центральная часть
Богоявленская улица в правобережной части города известна с 1790 года. Начиналась от правого берега реки Ловать и шла на восток до Конной площади. Позже была переименована в Никольскую. В 1921 году Никольская улица переименована в улицу Ленина.

### Заречная часть
Круглая улица находилась в заречной части города между левым берегом реки Ловать и рекой Коломенкой. В 1925 году Круглая улица переименована в улицу имени Спартака.

### Проспект Ленина
В 1955 году был сдан в эксплуатацию железобетонный мост через реку Ловать, соединивший улицу Ленина и улицу Спартака в одну магистраль, которая в 1963 году получила название Проспект Ленина. В 1970-х годах проспект Ленина продлён от площади Калинина на восток вдоль железнодорожной насыпи до реки Лазавицы.

## Значимые здания
- Здание факультета технологии животноводства и агроэкологии ВГСХА (пр. Ленина, 2).
- Кинотеатр «Родина» (пр. Ленина, 16/11) — работает с 1951 года[2].
- Дом купца Демешко (пр. Ленина, 21/13) — здание построено во второй половине XIX века. Является памятником градостроительства и архитектуры[3]. В настоящее время в здании располагается городской отдел ГИБДД[4].
- Дом Союзов (пр. Ленина, 24) — административное здание построено в 1956 году. Изначально в здании располагался Горисполком, Горком КПСС, позже городская администрация. С 2012 года в здании размещается Великолукский филиал Псковского Государственного университета[5].
- Банк (пр. Ленина, 41) — здание Государственного банка СССР построено по проекту архитектора П. С. Бутенко во второй половине 1950-х годов. Реконструировано в 1995 году. В настоящее время в здании размещается Сбербанк.

## Достопримечательности
- Бюст И. М. Виноградова — установлен в сквере на пересечении проспекта Ленина и улицы Ставского 11 ноября 1979 года. Является объектом культурного наследия. Авторы: архитектор Н. А. Ковальчук, скульптор Ю. П. Поммер[6].
- Жанровая скульптура «Три лука» — расположена на пересечении проспекта Ленина и набережной Лейтенанта Шмидта. Символизирует герб города Великие Луки. Окрашена в цвета Российского флага.
- Памятный знак «Город сегодня» — расположен на пересечении проспекта Ленина и улицы Некрасова.
- Бюст К. К. Рокоссовского — установлен 15 февраля 1951 года на Театральной площади перед зданием Великолукского драматического театра. Является объектом культурного наследия. Автор: скульптор З. И. Азгур[7].
- Памятный знак в честь 40-летия освобождения города от немецко-фашистских захватчиков — установлен на площади Калинина в 1983 году. Авторы: Борис Николаев, Владимир Коженов[8].

## Фонтаны
- Цветной фонтан «Факел» (изначально цветомузыкальный) — установлен в сквере на пересечении проспекта Ленина и улицы Лизы Чайкиной в 1974 году. Автор: А. К. Логинов[9].
- Цветной фонтан «Каменный цветок» — открыт 23 августа 1960 года на Театральной площади. Автор: А. К. Логинов[10].
- Цветной фонтан «Венок Славы» — установлен в середине 1980-х годов на площади Калинина. Автор: А. К. Логинов[11].

## Транспорт
Общественный транспорт ходит по проспекту Ленина от Горицкой улицы до улицы Дьяконова.